# Marsala
Marsala är en hamnstad och kommun i provinsen Trapani på Sicilien. Kommunen hade 82 802 invånare 2017. Marsalas låglänta kustområde utgör Siciliens västra udde, och staden är främst berömd för sitt vin.

## Historia

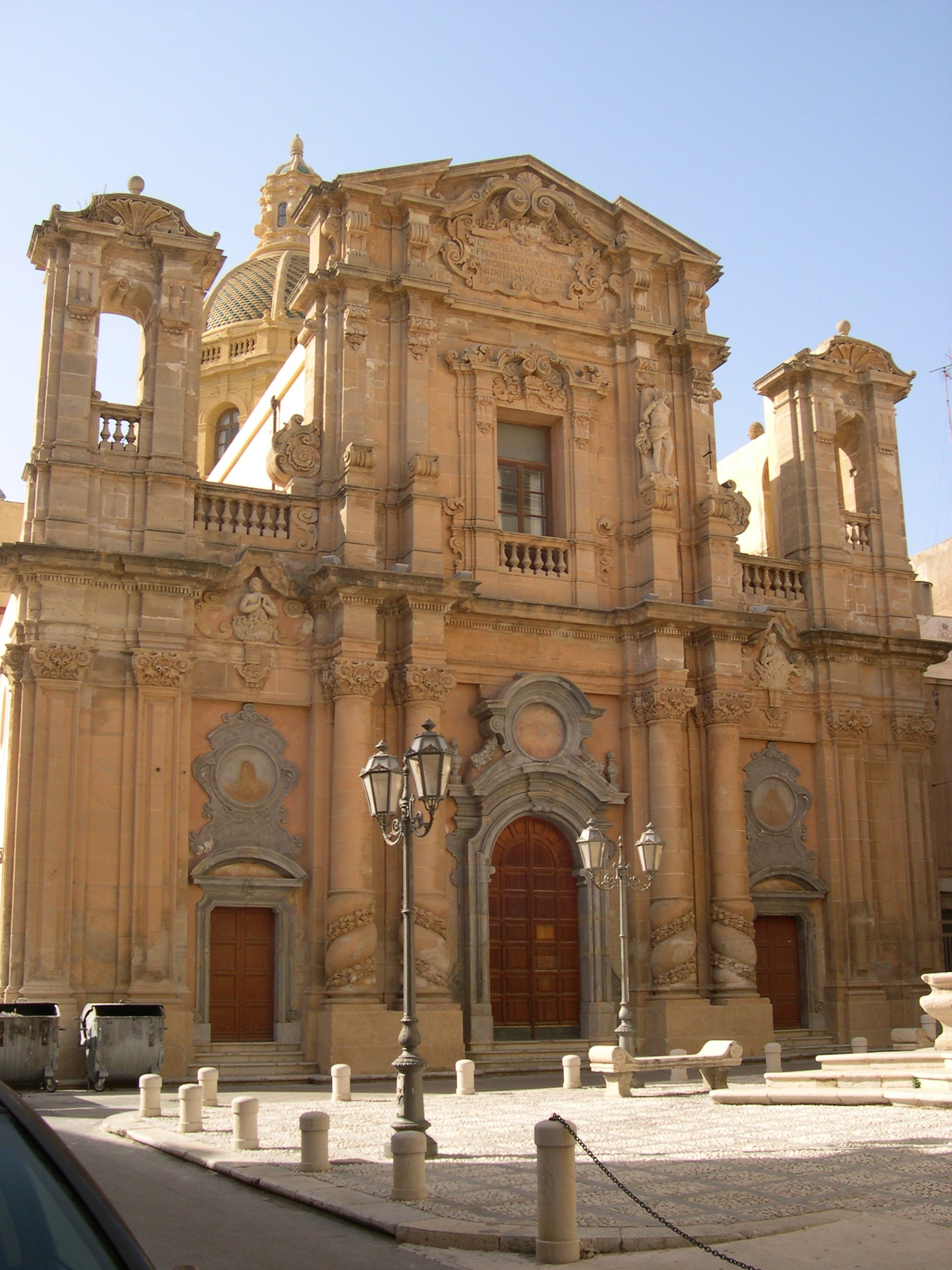
Katedralen

I Marsala finns lämningarna efter Lilybaeum, det latinska namnet på karthagernas starkaste fäste på Sicilien, grundat av generalen Himilko 396 f.Kr. sedan man hade övergivit Motya. Varken Pyrrhus eller romarna lyckades besegra staden genom belägring, men den tvingades till slut se sig besegrad av romarna 241 f.Kr. i slutet av det första puniska kriget. Staden blev en viktig utgångspunkt för romarnas krig mot Karthago och blomstrade därför upp när det blev en del av romerska riket. Marsala erhöll stadsrättigheter av Augustus och blev en koloni antingen under Pertinax eller Septimius Severus.
Marsala fick sitt nuvarande namn av araber som kallade staden Marsa Ali, "Alis hamn". Den ursprungliga hamnen nordöst om staden förstördes av Karl V för att förhindra att den skulle intas av pirater. Den moderna hamnen ligger sydöst om staden.
Den 11 maj 1860 landade Giuseppe Garibaldi vid Marsala under sitt fälttåg för att störta det bourbonska styret i kungariket Bägge Sicilierna.

## Kvarvarande minnesmärken
Några få tecken av det forna Lilybaeum kan fortfarande beskådas (fragment av stadsmuren och några husgrunder mellan muren och havet) och den så kallade Sibyllans grotta och brunn. En av de romerska stadsportarna fanns fortfarande kvar 1887.

## Källhänvisningar
1. ↑  ”Geomorphological characteristics of municipalities”. 2017. Arkiverad från originalet den 16 maj 2019. https://web.archive.org/web/20190516211155/http://dati.istat.it//Index.aspx?QueryId=34711. Läst 20 juli 2019.
2. 1 2  ”Statistiche demografiche ISTAT”. demo.istat.it. Arkiverad från originalet den 16 juli 2018. https://web.archive.org/web/20180716065929/http://demo.istat.it/bilmens2017gen/index.html. Läst 20 juli 2019.
3. ↑  "Marsala". NE.se. Läst 17 augusti 2014.